# Порівняльна анатомія

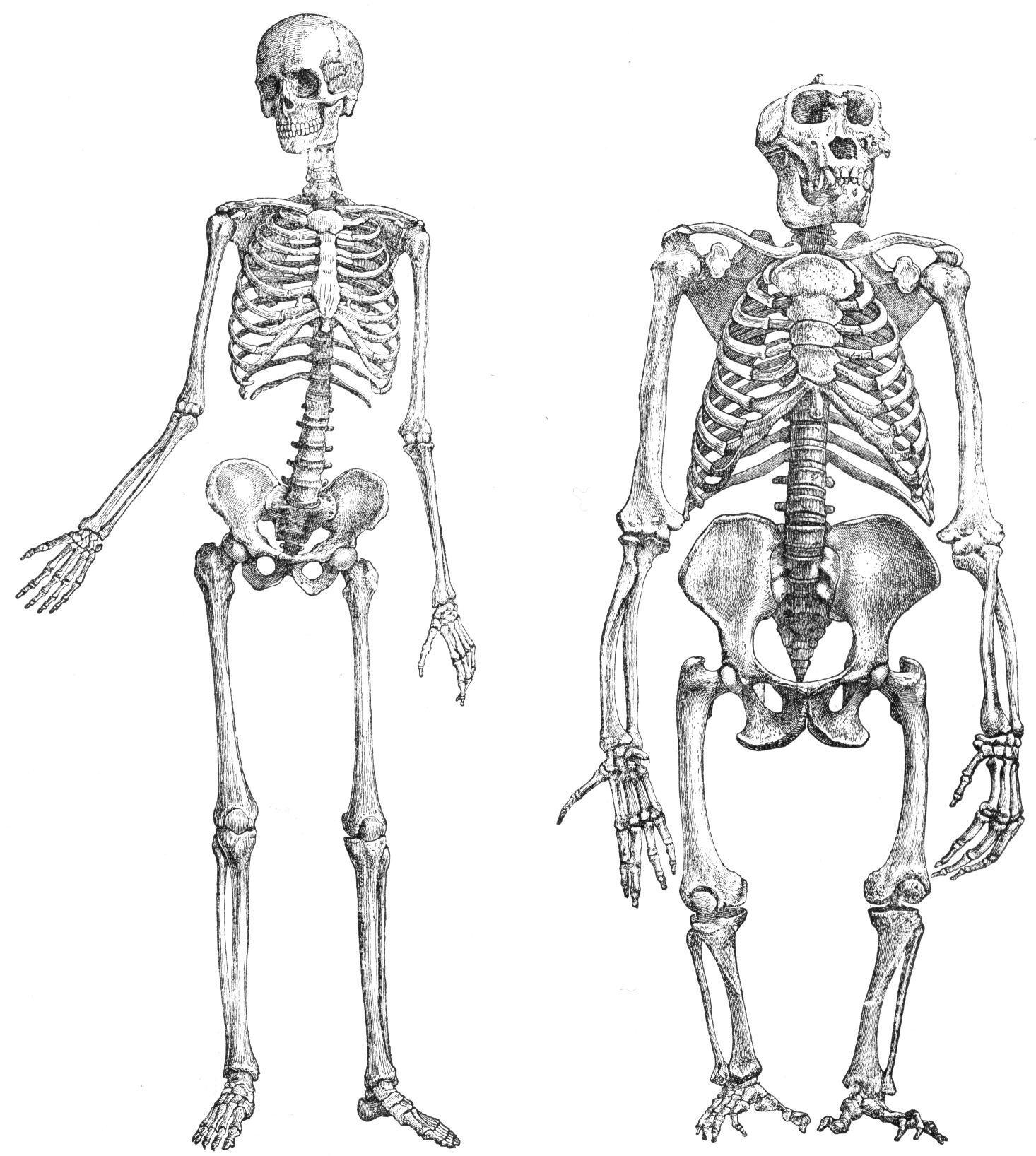
Скелет людини і горили

Порівняльна анатомія — біологічна наука, що вивчає будову тіла, окремих органів та їхніх систем різних систематичних груп тварин і людини, з'ясовує шляхом порівняння закономірності змін, що їх зазнають органи та їх системи в процесі еволюції організмів.
У порівняльній анатомії розрізняють кілька напрямів:
- філогенетичний — вивчення подібності будови тварин, зумовленої спільністю їх походження;
- популяційний — вивчення морфологічних змін у певних популяціях (мікроеволюція);
- функціональний — виявлення специфіки будови, зумовленої екологічними особливостями та способом життя тварин;
- онтогенетичний — дослідження основних етапів формування органів і систем організму в онтогенезі;
- породний — порівняння будови тіла тварин різних порід.

Кожен з цих напрямів розробляється на макроморфологічному, мікроскопічному, молекулярному рівнях з застосуванням експерименту, біомеханіки тощо.

## Історія
Основи порівняльної анатомії були закладені Аристотелем. З IV ст. до н. е. до XVIII ст. н. е. було описано значну кількість ембріонів тварин. У XVII столітті одним з найбільш ранніх трактатів, присвячених порівняльній анатомії був трактат «демокритова зоотомія» (1645) італійського анатома і зоолога М.А. Северіно. На початку XIX століття Жорж Кюв'є узагальнив накопичені матеріали в п'ятитомній монографії «Лекції з порівняльної анатомії», опублікованій в 1800-1805 роках. В області порівняльної анатомії працював і Карл Бер, який встановив закон подібності зародків. Матеріали, накопичені з часів Аристотеля, були одними з перших доказів еволюції, використаними Чарльзом Дарвіном в своїх роботах. У XIX столітті порівняльна анатомія, ембріологія і палеонтологія стали найважливішими опорами еволюційної теорії. В області порівняльної анатомії були опубліковані роботи Мюллера і Геккеля, що розробили вчення про рекапітуляцію органів в онтогенезі – Біогенетичний закон. В радянські часи в області порівняльної анатомії працювали академіки Сєверцов Олексій Миколайович, Шмальгаузен Іван Іванович і їх послідовники.

## Гомологічні та аналогічні органи
У порівняльній анатомії часто використовують такі поняття:
1. Гомологічні органи - подібні структури у різних видів, що мають загального предка. Гомологічні органи можуть виконувати різні функції. Наприклад, плавці дельфіна, лапи тигра і крило кажана. Наявність гомологічних органів свідчить про те, що загальний предок мав вихідний орган, який змінювався в залежності від середовища проживання.
2. Аналогічні органи - подібні структури у різних видів, які не мають загального предка. Аналогічні органи мають подібну функцію, проте мають різне походження і будову. Аналогічними структурами можна назвати форму тіла дельфінів і акул, які еволюціонували в подібних умовах, але мали різних предків; крило птаха, риби і комара; очі людини, кальмара і бабки. Аналогічні органи є прикладами пристосування різних за походженням органів до схожих умов навколишнього середовища.

Вперше правила розвитку окремих ознак були описані Карлом Бером.

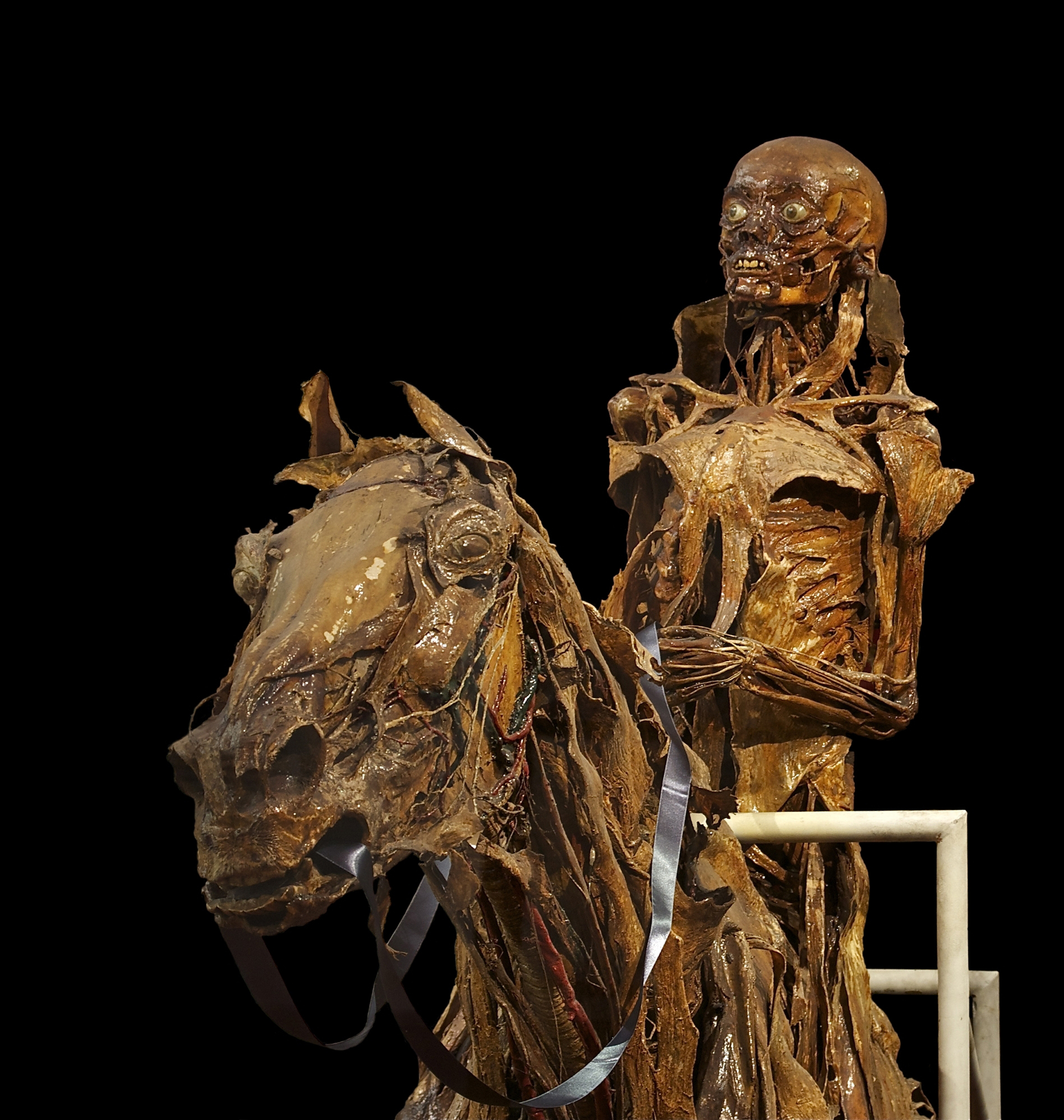
Екорше муміфікованих коня і людини, створене Оноре Фрагонаром між 1766 і 1771 рр., Музей Фрагонара, Франція

## Видатні анатоми, які спеціалізувалися в галузі порівняльної анатомії
- Клод Перро (1613-1688)

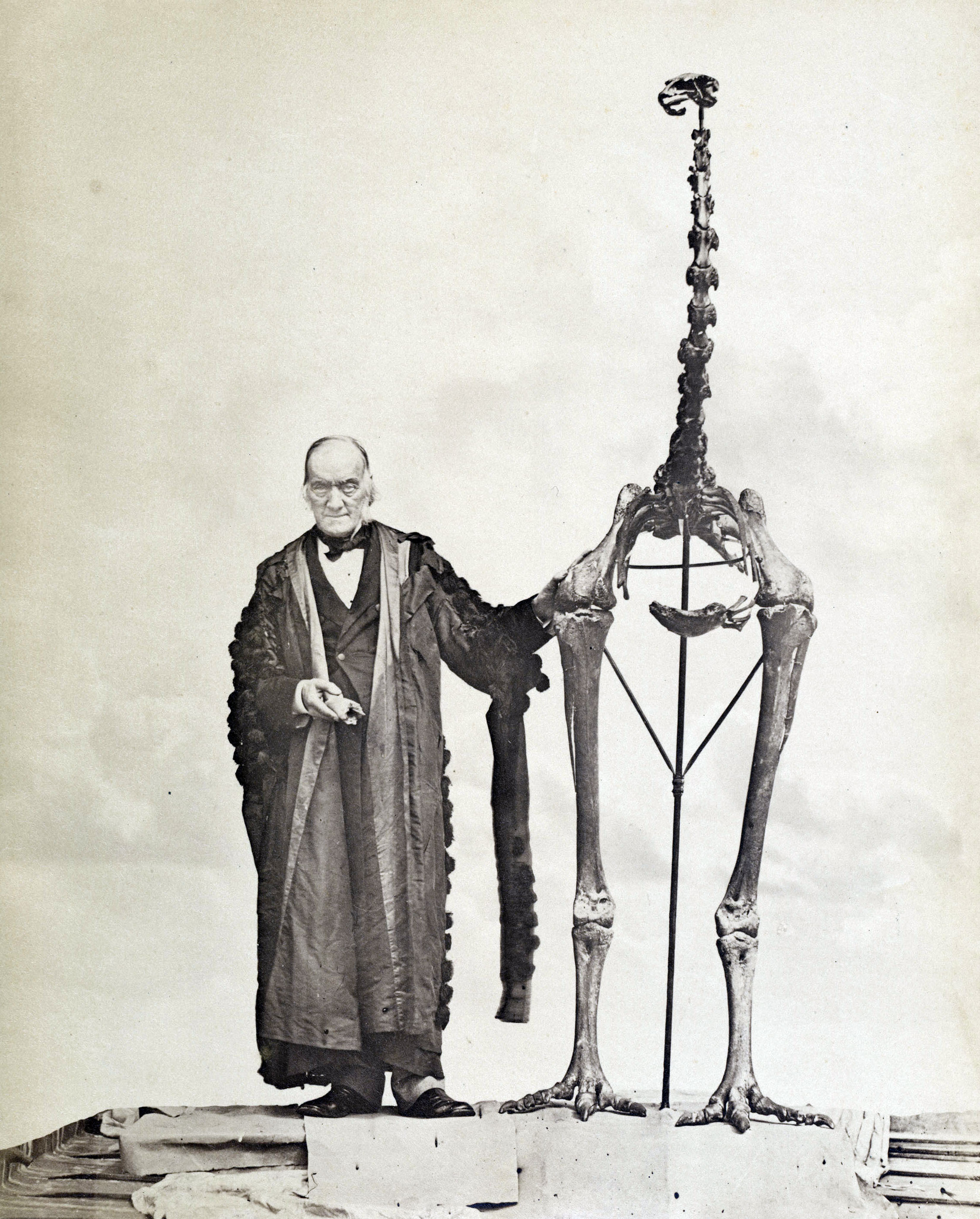
Сер Річард Овен поруч зі скелетом викопного птаха дінорніса

- Жозеф Дюверні Duverney (1648-1730)
- Луї Жан-Марі Добантон (1716-1800)
- Жорж Леопольд Кюв'є (1769-1832)
- Етьєн Жоффруа Сент-Ілер (1772-1844)
- Оноре Фрагонар (1732-1799)
- Іоханнес Петер Мюллер (1801-1858)
- Річард Овен (1804-1892)
- Жорж Пуше (1833-1894)
- Сєверцов Олексій Миколайович (1866-1936)
- Едуард Бордель (1876-1960)
- Шмальгаузен Іван Іванович (1884-1963)
- Клемент Бресс (1887-1979)